# Poa dissanthelioides
Poa dissanthelioides är en gräsart som beskrevs av Oscar Tovar. Poa dissanthelioides ingår i släktet gröen, och familjen gräs. Inga underarter finns listade i Catalogue of Life.